# Chiesa di Santa Geltrude (Pontebba)
La chiesa di Santa Geltrude si trova a Laglesie San Leopoldo, frazione di Pontebba, in provincia ed arcidiocesi di Udine; fa parte della forania della Montagna.

## Storia

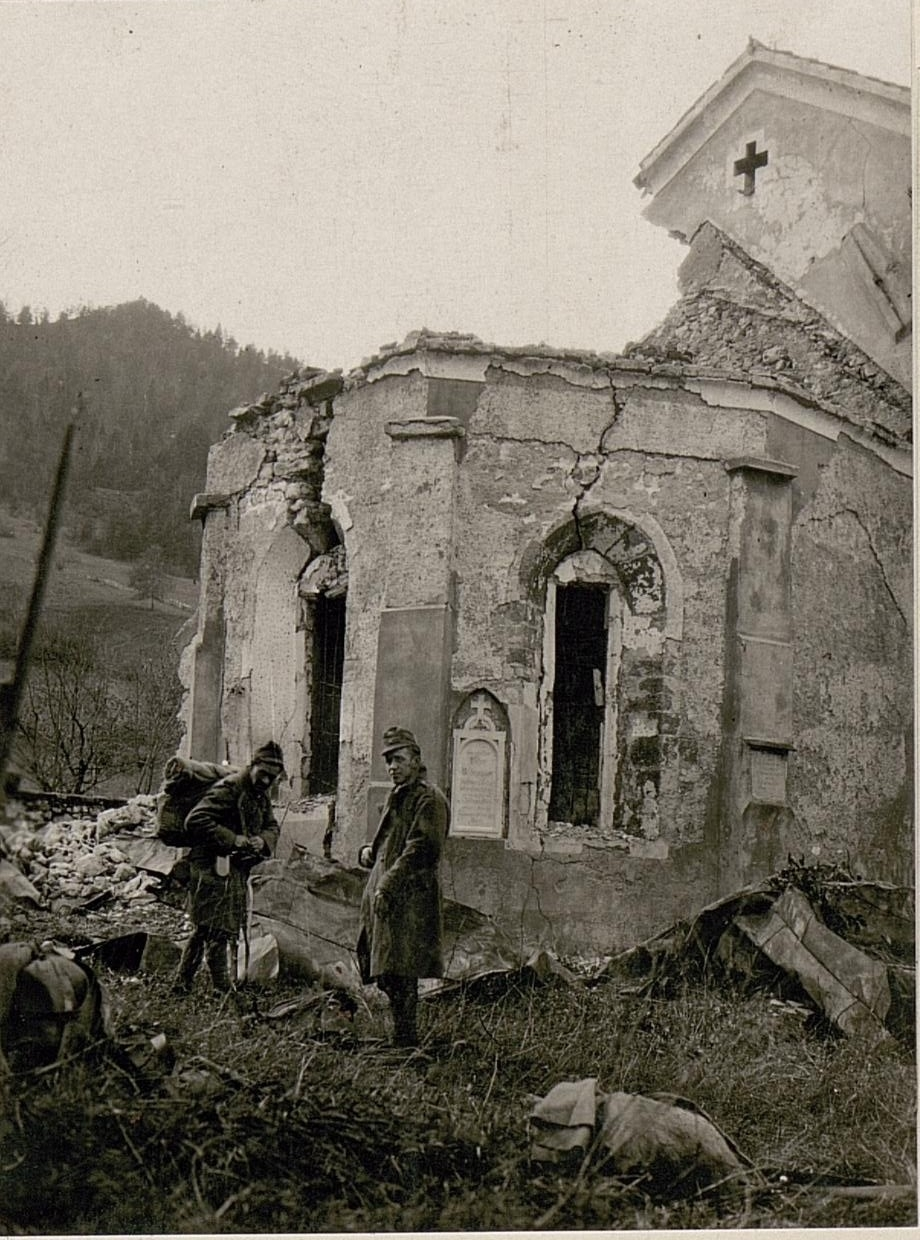
La chiesa danneggiata durante la prima guerra mondiale

Si sa che, all'inizio del XII secolo, il vescovo di Bramberga Otto I fece costruire a Leopoldskirchen (nome tedesco di Laglesie San Leopoldo) una cappella dedicata a Santa Geltrude.
Nel 1334 fu edificata l'attuale chiesa, mantenendo l'originaria intitolazione della precedente cappelletta. 
Durante la prima guerra mondiale la chiesa venne lesionata e, terminato il conflitto, restaurata.
Ulteriori lavori di ristrutturazione vennero condotti dopo il terremoto del Friuli del 1976.